# ديوي ماكلاين
ديوي ماكلاين (بالإنجليزية: Dewey McClain)‏ هو نقابي ولاعب كرة قدم أمريكية وسياسي أمريكي، ولد في 25 أبريل 1954 في أوكمولغي في الولايات المتحدة. حزبياً، نشط في الحزب الديمقراطي. وقد انتخب عضو مجلس نواب جورجيا.

## وصلات خارجية
- ديوي ماكلاين على موقع مرجع كرة القدم المحترفة.كوم (الإنجليزية)

- الموقع الرسمي